# Under the Iron Sea Tour
El Under The Iron Sea Tour fue la segunda gira mundial de la banda de rock británica Keane, iniciada poco después del lanzamiento de su segundo álbum Under the Iron Sea.

## Historia
Luego del éxito de la primera gira mundial de la banda británica. Los tres miembros de Keane lanzaron al año siguiente de terminado el Hopes And Fears Tour, su segundo álbum de estudio: "Under The Iron Sea". Poco después de lanzado, la banda inició el Under The Iron Sea Tour en Londres, Reino Unido el 5 de mayo de 2006. La gira fue apoteósica, las pantallas, los decorados, todo era magnífico, la gira fue una de las más grandes que la banda haya realizadado. En plena gira, el cantante de la banda, Tom Chaplin, llegó a unos niveles muy altos en su adicción a la drogas y al alcohol, por lo que decidió internarse en una clínica de rehabilitación, por lo que la banda tuvo que cancelar parte de la manga Europea y gran parte de la Norteamericana, así como otras fechas, debido a que Chaplin tenía que recuperarse. Estos fueron momentos de mucha tensión el la banda y uno de los más difíciles. Pero finalmente, el amor porl a música y la relación entre los integrantes perduró y la banda siguió adelante. Al regreso a los escenarios Chaplin era un hombre nuevo, cambió su apariencia y dejó de lado sus adicciones. El Under The Iron Sea quedó registrado en DVD, llamado "Keane Live". La presentación filmada fue la que se realizó el 21 de julio de 2007 en el O2 Arena, en Londres, casi a finales de la gira. Este fue la primera gira con la que Keane visitó América del Sur, recorriendo Argentina, Chile y Brasil. El Under The Iron Sea Tour terminó el 4 de agosto de 2007 en El Ejido, España. Luego del término del tour, la banda hizo una pequeña gira para promocionar un sencillo de la Era Under The Iron Sea, pero que no entró en el disco. Este sencillo, llamado "The Night Sky", fue donado para que sus ganancias vayan a la War Child Fundation. El tour solo consistió de 3 conciertos en el Reino Unido.

## Keane
- Tom Chaplin (Voz, piano distorsionado, órgano, Guitarra acústica)
- Tim Rice-Oxley (Piano, Sintetizadores, voz de fondo)
- Richard Hughes (Batería, percusión)